# Fushimi (métro de Nagoya)
Pour les articles homonymes, voir Fushimi.
Fushimi (伏見駅, Fushimi-eki) est une station du métro de Nagoya sur les lignes Higashiyama et Tsurumai dans l'arrondissement de Naka à Nagoya.

## Situation sur le réseau
La station Fushimi est située au point kilométrique (PK) 8,0 de la ligne Higashiyama et au PK 7,0 de la ligne Tsurumai.

## Histoire
La station a été inaugurée le 15 novembre 1957 sur la ligne Higashiyama sous le nom de Fushimi-chō. Elle est renommée Fushimi en 1966. La ligne Tsurumai y arrive le 18 mars 1977.

## Services aux voyageurs

### Accès et accueil
La station est ouverte tous les jours.

### Desserte

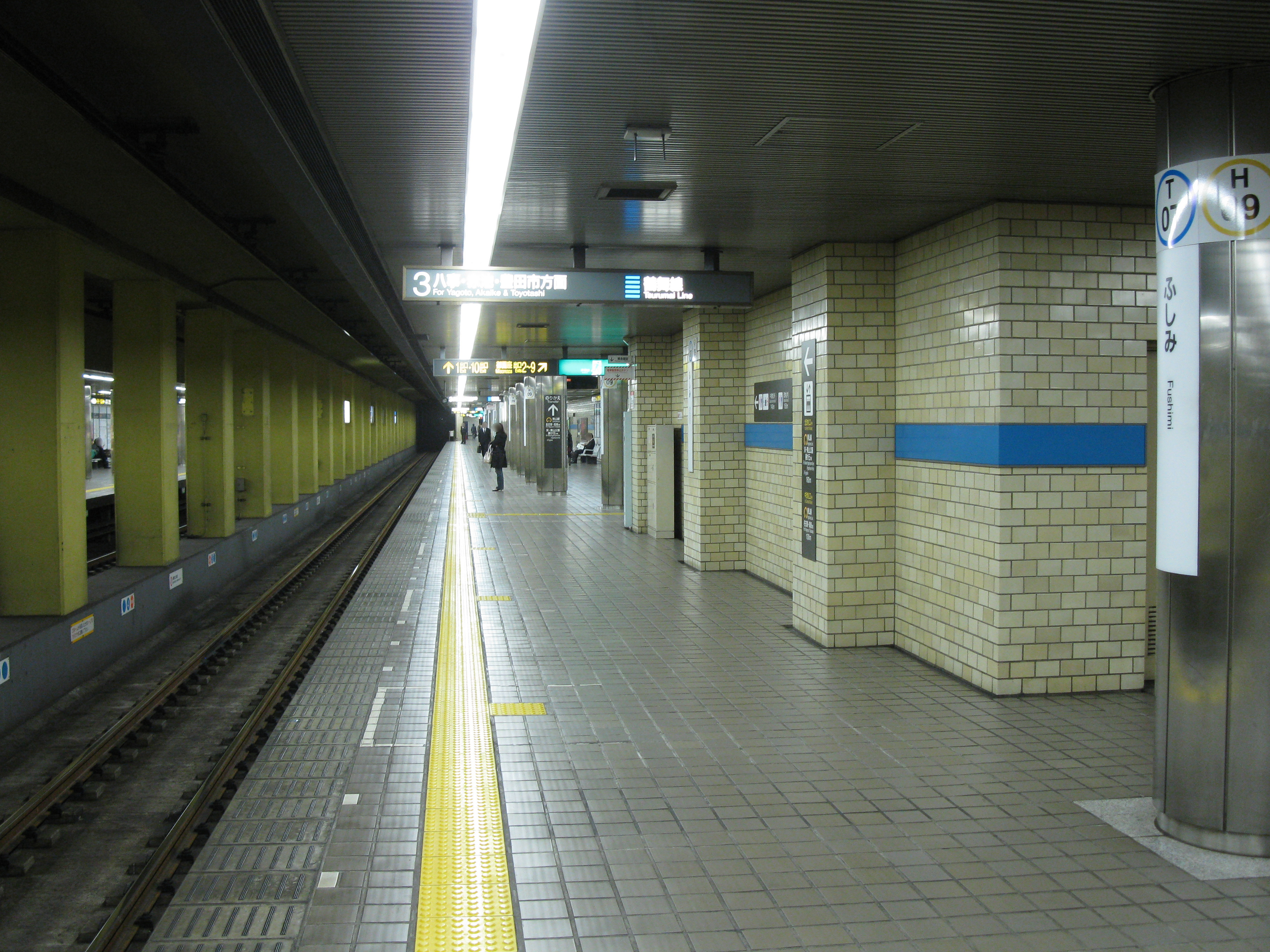
Vue des quais de la ligne Tsurumai

- Ligne Higashiyama :
  - voie 1 : direction Fujigaoka
  - voie 2 : direction Takabata
- Ligne Tsurumai :
  - voie 3 : direction Akaike
  - voie 4 : direction Kami-Otai